# Johann Haring
Johann Haring (* 5. Juli 1867 in Wettmannstätten, Steiermark; † 25. Dezember 1945 ebenda) war ein österreichischer römisch-katholischer Theologe sowie Hochschullehrer.

## Leben
Der aus Wettmannstätten in der Steiermark gebürtige Johann Haring, Spross einer Bauernfamilie, belegte nach der Matura in den Jahren 1888 bis 1892 das Studium der Theologie an der Universität Graz. Nachdem Johann Haring 1891 zum Priester geweiht worden war, füllte er im Anschluss Kaplanstellen in Leibnitz sowie Schladming aus, bevor er 1892 zum Studienpräfekten sowie Adjunkten des Grazer Priesterseminars bestellt wurde, dort erfolgte 1896 seine Promotion zum Dr. theol.
Er bekleidete in der Folge die Stelle eines Wissenschaftlichen Assistenten bei Rudolf von Scherer an der Theologischen Fakultät der Universität Graz, dort wurde er 1899 zum außerordentlichen Professor befördert. Der 1902 zum Dr. jur. promovierte Johann Haring lehrte seit 1900 als außerordentlicher, seit 1906 als ordentlicher Professor des Kirchenrechts, 1937 wurde er emeritiert. Johann Haring, der sich maßgeblich an den Verhandlungen zum österreichischen Konkordat beteiligte, fungierte zudem als Berater der österreichischen Bischöfe.

## Schriften
- Das neue Ehedekret „Ne temere“: Eine Gegenüberstellung der alten und neuen kirchlichen Eheschließungsform,  Ulrich Moser Verlag, Graz, 1907
- Die Armensünderkommunion, Styria Verlag, Graz, 1912
- Grundzüge des katholischen Kirchenrechts, 3. Ausgabe, Ulrich Moser Verlag, Graz, 1924
- Der kirchliche Strafprozeß: Eine praktische Anleitung für kirchliche Richter, Ulrich Moser Verlag, Graz, 1931
- Kommentar zum neuen österreichischen Konkordat: Text des Vertrages, Tyrolia-Verlag, Innsbruck, 1934